# サイイド・ムハンマド・ジャアファル
サイイド・ムハンマド・ジャアファル（アラビア語: سيد محمد جعفر、Sayed Mohammed JaffarまたはSayed Mohamed Jaafar、1985年8月25日 -）はバーレーンのプロサッカー選手。バーレーン・ファーストディヴィジョンリーグのアル・ムハッラク・クラブ所属のGK。サッカーバーレーン代表の正ゴールキーパー。PK戦ではキッカーとして出場することもある。
日本語では「サイド・モハメド・ジャファル」、「サイド・ジャファル」、「サイード・ジャーファル」などとも表記される。また、英語ではSayed Mohammed Abbasと表記される場合もある。

## 経歴

### クラブ
アル・マールキーヤでデビューし、2007年にアル・ムハッラクに移籍。ムハッラクでは国内ではリーグ3度、キングスカップで5度優勝、国際戦でもAFCカップ2008で優勝を経験している。

### 代表
2011年のパンアラブ競技大会サッカー競技の優勝メンバー。
ほかにもAFCアジアカップ2004、複数回のガルフカップなどに出場した。
西アジアサッカー選手権2014では失点を準決勝におけるオウンゴールによる1点のみにおさえ、3位決定戦のPK戦では2本止めチームを勝利に導くなど活躍、大会最優秀ゴールキーパーに選出された。

## タイトル
クラブ
- アル・ムハッラク

バーレーン・リーグ 2008、2009、2011
バーレーン・キングスカップ　2008、2009、2011、2012、2013
AFCカップ 2008
GCCチャンピオンズリーグ（ガルフ・クラブ・カップ） 2012
代表
パンアラブ競技大会サッカー 2011
個人
西アジアサッカー選手権2014 最優秀ゴールキーパー